# Gordan Giriček
Gordan Giriček (Zagreb, 20. lipnja 1977.), bivši hrvatski profesionalni košarkaš. Nastupao je u karijeri za Cibonu, CSKA Moskvu, Memphis Grizzlies, Orlando Magic, Utah Jazz, Philadelphia 76ers, Phoenix Suns i Fenerbahçe Ülker.

## Igračka karijera
Karijeru je započeo u KK Jedinstvu, malom zagrebačkom klubu, kao dvica (branič šuter). Kasnije se priključio Ciboni, gdje je ubrzo postao jedan od glavnih igrača i reprezentativac. Za vrijeme igranja u Ciboni opazio ga je skaut Dallas Mavericksa, te je u drugom krugu drafta 1999. godine prešao u Dallas kao 40. izbor (eng. pick). Odmah nakon dolaska u Dallas mijenjan je za Leona Smitha i poslan u San Antonio Spurs. Giriček nikada nije zaigrao za San Antonio, a 2001. je preselio u moskovski CSKA. Tamo je odigrao sezonu 2001./2002.
U NBA je otišao 2002. i zabio 29 poena za Memphis u svojoj prvoj utakmici u NBA. Tijekom sezone 2002./2003. mijenjan je zajedno s Drewom Goodenom u Orlando Magic za Mikea Millera i Ryana Humphreya. Nakon sezone izabran je u drugu momčad rookieja (igrača s prvom odigranom profesionalnom godinom). U sezoni 2003./2004. mijenjan je iz Orlanda u Utah Jazz za DeShawna Stevensona. Za Utah je standardno nastupao ulazeći s klupe, a povremeno i u prvoj petorci.
Godine 2007., dijelom i zbog svađe s trenerom Jazza Jerryjem Sloanom, karijeru nastavlja u Philadelphia 76ersima, odakle je otpušten krajem veljače 2008. U ožujku potpisuje za Phoenix Sunse, s kojima igra doigravanje.
U ljeto 2008. Giriček se vraća u Europu i potpisuje unosan ugovor s turskim euroligašem Fenerbahçeom.
2009. je odlučio prestati igrati za reprezentaciju što je izazvalo bijes navijača. Na gostovanjima u Zagrebu su ga izviždali. 24. prosinca 2010. potpisao je ugovor s Cibonom u kojoj je nakon jedne sezone završio profesionalnu karijeru.

## Vanjske poveznice
- (engl.) Profil na NBA službenoj stranici

### Ostali projekti
|  | Zajednički poslužitelj ima još gradiva o temi Gordan Giriček |